# Forcerend bod

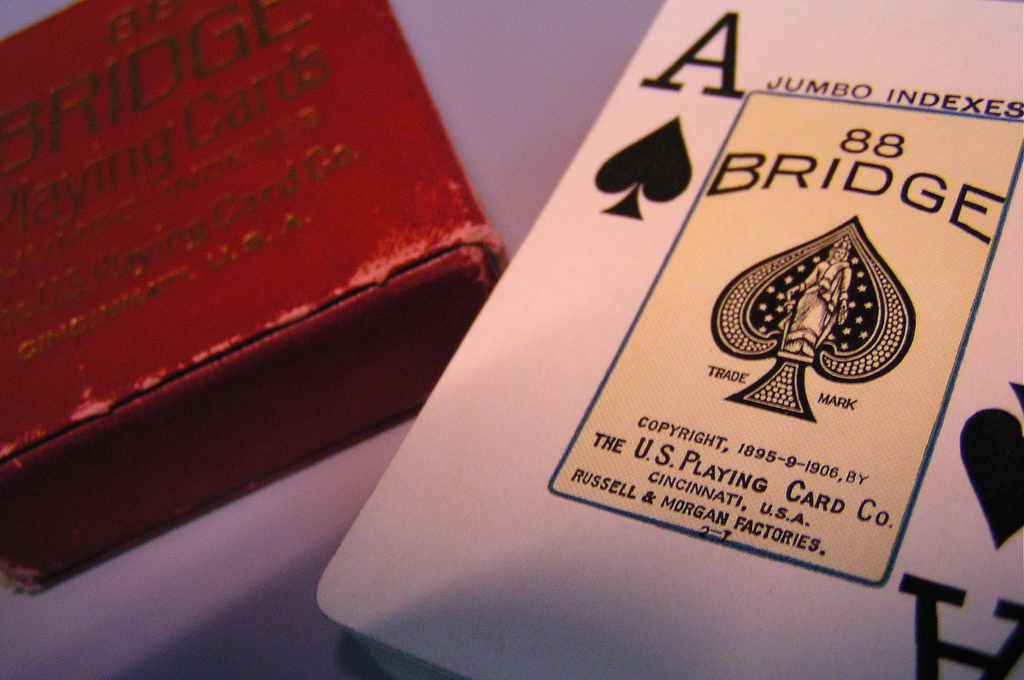
US Bridge Playing Cards Co bridge uit 1906

In het kaartspel bridge is een forcing of forcerend bod een bieding waarop de partner volgens de conventie zodanig moet reageren dat de eerste speler een volgende kans krijgt om te bieden. Dit betekent dat de partner een bod móet doen, tenzij er intussen door de tegenpartij een andere bieding is gedaan.
Er zijn verschillende soorten van een forcing bod:
- alleen forcing voor de eerste (of een) biedronde;
- manche-forcing: er moet worden doorgeboden tot de manche is bereikt;
- slem-forcing: er moet worden doorgeboden tot slem is bereikt.

Een belangrijk aspect van een goed partnership is weten wanneer een bieding van partner als forcing bod moet worden aangemerkt. Dat is niet altijd vanzelfsprekend.
Een forcing bod is nooit bedoeld om te spelen. Als een speler een bod doet, bijvoorbeeld 3 ruiten, dan kan dat betekenen dat hij overweegt om 3 ruiten te spelen, maar als het bod forcing is, wordt er iets anders gespeeld.
Enkele voorbeelden (afhankelijk van de gebruikte conventie)
- Heeft partner nog niet geboden (behalve "pas"), dan is "doublet" niet voor straf maar voor informatie. Partner moet antwoorden. Past hij toch, dan verandert hij het informatiedoublet in een strafdoublet.
- Wordt 1 sans atout gevolgd door 2 klaveren, dan is dat Stayman: de bieder wil weten of partner vierkaarten in harten en/of schoppen heeft.
- 4 sans atout is Blackwood: de bieder wil weten hoe veel azen de partner heeft en de partner moet dus antwoorden.